# Den enda vägen (film)
Den enda vägen är en svensk dramafilm som hade premiär i Sverige den 7 april 2017. Filmen är regisserad av Manuel Concha, som även har skrivit manus tillsammans med Claudia Galli Concha. Filmen har producerats av Börje Hansson, Carola Hansson och Claudia Galli Concha för Bright Moving Pictures Sweden AB.

## Handling
Filmen handlar om de två bröderna Alex och Michel som båda är knappa trettio år. Båda är av serbisk börd men födda i Sverige och har växt upp i Malmö. Efter att ha blivit utsatt för en skjutning blir Alex svårt skadad och rullstolsburen. Polisen anar att bröderna inte är helt oskyldiga utan insyltade i någon form av kriminell verksamhet. Dessa misstankar stärks när andra personer med utländsk bakgrund blir beskjutna i Malmö.

## Rollista (i urval)
| - Daniel Cvetkovic – Michel - Mikael Cvetkovic – Alex - Miodrag Stojanovic – Ivo - Kjell-Åke Andersson – Tulltjänsteman | - Said Bello – Said - Håkan Bengtsson – Polis - Li Brådhe – Polisreceptionisk - Bill Hugg – Kimmo |